# Nuoto ai campionati mondiali di nuoto 2015 - 1500 metri stile libero femminili
La gara dei 1500 metri stile libero femminili si è svolta il 3 e il 4 agosto 2015 presso la Kazan Arena e vi hanno preso parte 25 atlete provenienti da 21 nazioni. Le batterie si sono svolte la mattina del 3 agosto mentre la finale la sera del 4 agosto.

## Medaglie
| Posizione | Atleta         | Nazionalità   |
| --------- | -------------- | ------------- |
| Oro       | Katie Ledecky  | Stati Uniti   |
| Argento   | Lauren Boyle   | Nuova Zelanda |
| Bronzo    | Boglárka Kapás | Ungheria      |

## Record
Prima della manifestazione il record del mondo (WR) e il record dei campionati (CR) erano i seguenti.
| Record mondiale       | 15'28"36 | Katie Ledecky Stati Uniti | 24 agosto 2014 Gold Coast, Australia |
| Record dei campionati | 15'36"53 | Katie Ledecky Stati Uniti | 30 luglio 2013 Barcellona, Spagna    |

Durante la competizione è stato battuto il seguente record:
| Data     | Evento   | Atleta        | Nazione     | Tempo    | Record |
| -------- | -------- | ------------- | ----------- | -------- | ------ |
| 3 agosto | Batteria | Katie Ledecky | Stati Uniti | 15'27"71 | ,      |
| 4 agosto | Finale   | Katie Ledecky | Stati Uniti | 15'25"48 | ,      |

## Risultati

### Batterie
| Posizione | Batteria | Corsia | Atleta                   | Nazionalità   | Tempo    | Note  |
| --------- | -------- | ------ | ------------------------ | ------------- | -------- | ----- |
| 1         | 3        | 4      | Katie Ledecky            | Stati Uniti   | 15:27.71 | Q, WR |
| 2         | 2        | 5      | Lotte Friis              | Danimarca     | 15:54.23 | Q     |
| 3         | 3        | 5      | Jessica Ashwood          | Australia     | 15:56.52 | Q     |
| 4         | 2        | 8      | Kristel Köbrich          | Cile          | 16:01.63 | Q     |
| 5         | 2        | 4      | Lauren Boyle             | Nuova Zelanda | 16:02.84 | Q     |
| 6         | 3        | 3      | Boglárka Kapás           | Ungheria      | 16:06.25 | Q     |
| 7         | 2        | 3      | Sharon van Rouwendaal    | Paesi Bassi   | 16:09.12 | Q     |
| 8         | 3        | 7      | Aurora Ponselé           | Italia        | 16:12.01 | Q     |
| 9         | 3        | 2      | Leonie Beck              | Germania      | 16:13.73 |       |
| 10        | 2        | 7      | Jessica Thielmann        | Regno Unito   | 16:21.21 |       |
| 11        | 2        | 0      | Gaja Natlačen            | Slovenia      | 16:24.83 |       |
| 12        | 2        | 6      | Isabelle Härle           | Germania      | 16:25.04 |       |
| 13        | 3        | 6      | Martina Rita Caramignoli | Italia        | 16:27.13 |       |
| 14        | 3        | 0      | Wang Guoyue              | Cina          | 16:28.18 |       |
| 15        | 2        | 2      | Tjaša Oder               | Slovenia      | 16:31.22 |       |
| 16        | 2        | 1      | Julia Hassler            | Liechtenstein | 16:32.04 |       |
| 17        | 1        | 5      | Valerie Gruest           | Guatemala     | 16:34.81 |       |
| 18        | 3        | 1      | Katy Campbell            | Stati Uniti   | 16:39.98 |       |
| 19        | 1        | 4      | Monique Olivier          | Lussemburgo   | 16:43.21 |       |
| 20        | 2        | 9      | Montserrat Ortuño        | Messico       | 16:43.64 |       |
| 21        | 3        | 8      | Samantha Arévalo         | Ecuador       | 16:48.52 |       |
| 22        | 3        | 9      | Martina Elhenická        | Rep. Ceca     | 16:50.22 |       |
| 23        | 1        | 3      | Rachel Tseng             | Singapore     | 17:26.53 |       |
| 24        | 1        | 6      | Lena Rannvaardottir      | Fær Øer       | 18:21.09 |       |
| 25        | 1        | 2      | Bo-Anne Bos              | Curaçao       | 18:57.27 |       |

### Finale
| Posizione | Corsia | Atleta                | Nazionalità   | Tempo    | Note |
| --------- | ------ | --------------------- | ------------- | -------- | ---- |
|           | 4      | Katie Ledecky         | Stati Uniti   | 15:25.48 | WR   |
|           | 2      | Lauren Boyle          | Nuova Zelanda | 15:40.14 | OC   |
|           | 7      | Boglárka Kapás        | Ungheria      | 15:47.09 | NR   |
| 4         | 5      | Lotte Friis           | Danimarca     | 15:49.00 |      |
| 5         | 3      | Jessica Ashwood       | Australia     | 15:52.17 | NR   |
| 6         | 1      | Sharon van Rouwendaal | Paesi Bassi   | 16:03.74 |      |
| 7         | 6      | Kristel Köbrich       | Cile          | 16:06.55 |      |
| 8         | 8      | Aurora Ponselé        | Italia        | 16:09.57 |      |